# Gymnogramma tortuosa
Gymnogramma tortuosa là một loài dương xỉ trong họ Pteridaceae. Loài này được Sodiro mô tả khoa học đầu tiên năm 1893.
Danh pháp khoa học của loài này chưa được làm sáng tỏ. 